# Baptisterio de Bekalta

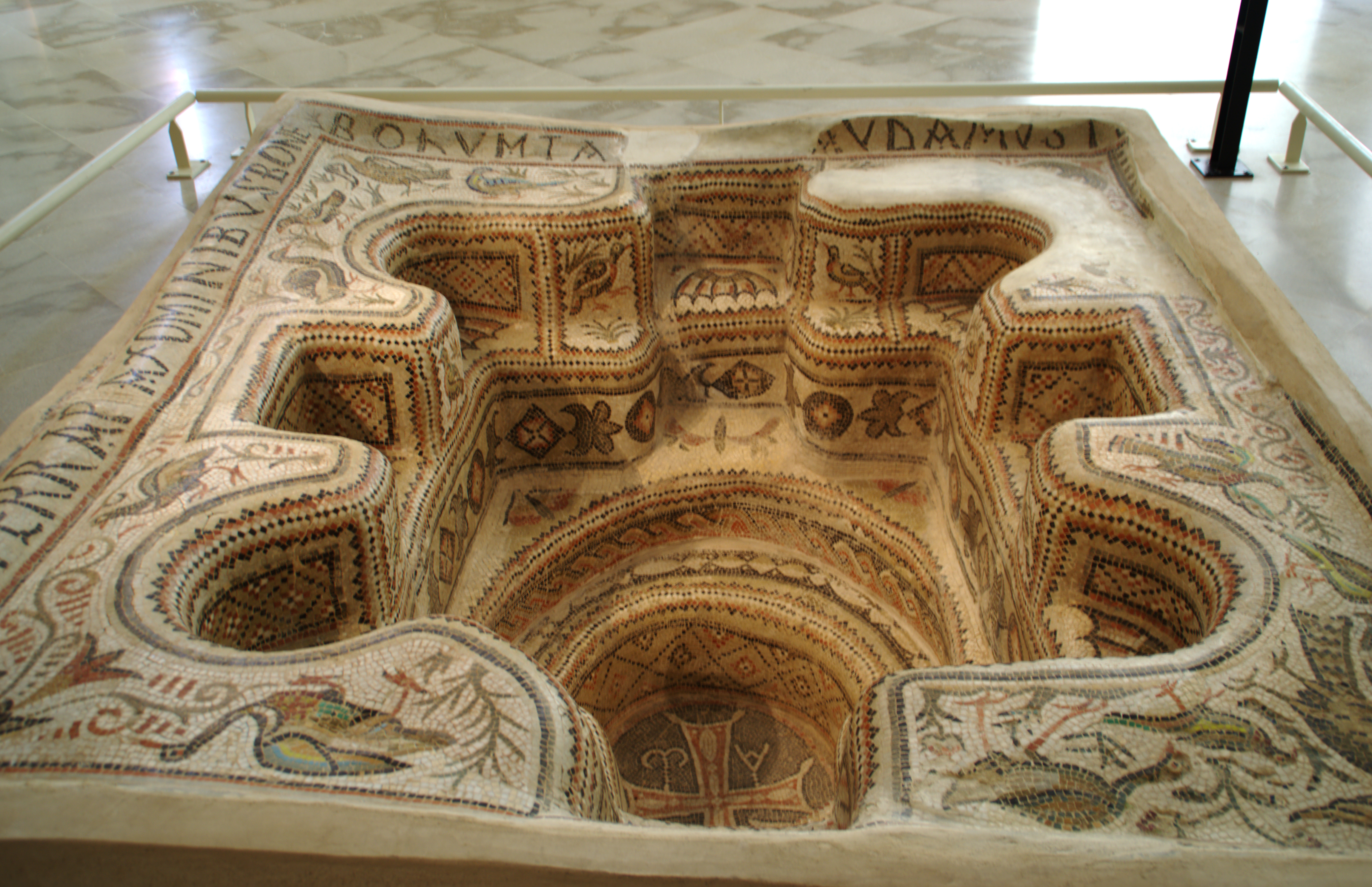
Bautisterio de Bekalta

El baptisterio de Bekalta, también llamado baptisterio de El Gaalhla, es una pila bautismal correspondiente a un baptisterio, de 250 por 220 cm, paleocristiana, de los siglos VI–VII, descubierta en 1993, en la delegación de Bekalta, Túnez.
La pieza se encuentra conservada en el Museo Arqueológico de Susa.